# Diplahan
Diplahan est une localité de la province du Zamboanga Sibugay, aux Philippines. En 2015, elle compte 32 428 habitants.